# بهشت راه‌بندانی در خیابان ۴۰۵ است
بهشت راه‌بندانی در خیابان ۴۰۵ است (انگلیسی: Heaven Is a Traffic Jam on the 405) یک فیلم مستند به کارگردانی فرانک استیفل است که در سال ۲۰۱۶ منتشر شد. موضوع فیلم هنرمندی به نام میندی آلپر است. این فیلم یک نامزدی برای بهترین فیلم کوتاه در جوایز آی‌دی‌ای کسب کرد و هر دو جایزه تماشاگران و هیئت ژوری جشنواره فیلم فول‌فریم و جشنواره فیلم آستین را کسب کرد. این فیلم در نودمین دوره جوایز اسکار برنده جایزه اسکار بهترین فیلم مستند کوتاه شد.

## پیرنگ
این فیلم از بیش از بیست ساعت مصاحبه کارگردان فیلم با میندی آلپر ساخته شده است. آلپر هنرمند ۵۷ ساله‌ای است که تشویش‌های درونی‌اش را از جمله افسردگی و تروما و دیگر مشکلات درونی‌اش را به نقاشی‌های زنده و مجسمه‌های کاغذی بزرگ مبدل می‌کند.